# Sint-Jan Baptistkerk (Afsnee)

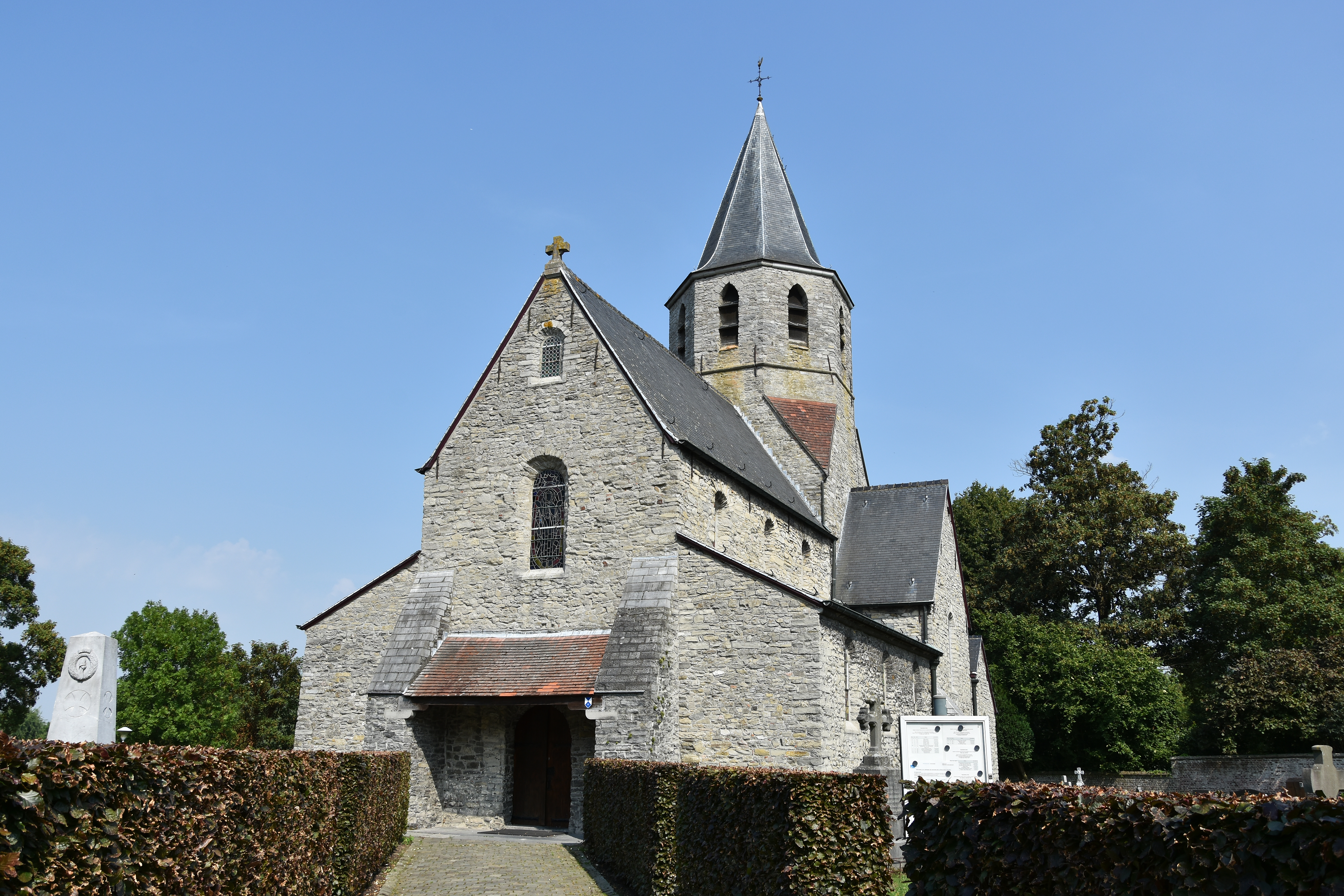
De Sint-Jan Baptistkerk

De Sint-Jan Baptistkerk is een kerkgebouw in het Belgische dorp Afsnee. De kerk is toegewijd aan Johannes de Doper, plaatselijk ''Jan Baptist'' genoemd.

## Historiek
Het gebouw werd reeds in 939 vermeld maar is vermoedelijk nog ouder. Afsnee staat rond 850 reeds vermeld bij de goederen van de Sint-Pietersabdij ten tijde van koning Lotharius. De kerk heeft in de loop der tijden een aantal verbouwingen ondergaan. Ze vertoont een romaanse kern uit eind 12de eeuw, in de vorm van een Latijns kruis met vieringtoren. Ze was opgevat als een driebeukige kerk (funderingen waren aanwezig) maar men vermoedt dat enkel de middenbeuk werd gebouwd.
Rond 1767-68 herstelde L. De Villegas, bouwmeester van de St.-Pietersabdij de kerk en verhoogde de puntgevels en de daken. Het houten gewelf in koor en middenschip werd vervangen door een plafond met bepleistering. In 1905-1906 hadden grondige restauraties plaats onder leiding van architect Auguste Van Assche waarbij de zijbeuken in hun oorspronkelijk staat werden hersteld en overige delen van de kerk opnieuw een romaans uitzicht kregen. Breuksteen werd gebruikt om de noordelijke muur van het schip opnieuw op te bouwen. Een volgende restauratie gebeurde onder leiding van architect Adrien Bressers.

## Architectuur
Deze kerk ligt aan de rechter Leie-oever en heeft een gedeeltelijk ommuurd kerkhof. Ze heeft een basilicaal driebeukig schip van drie traveeën en een vierkante, in achthoek overgaande 13e-eeuwse of iets oudere vieringtoren met spitsboogvormige galmgaten. Het transept is niet uitspringend en in het koor zijn in de oksel respectievelijk een kleine berging en sacristie verwerkt. De buitenzijde is volledig opgetrokken uit Doornikse kalksteen in onregelmatig verband. De westelijke gevel vertoont een hoge punt, ondersteund door twee zware afgeschuinde steunberen, die verbonden zijn door een leien dakje, boven de korfboogdeur. De geveltop vertoont een klein rondboogvenstertje in de geveltop. De zijbeuk aan de noordelijke zijde bevat een gevelsteen met volgende inscriptie: "Hersteld en vergroot ten jare 1906 - J. Matthieu, pastoor";

## Galerij

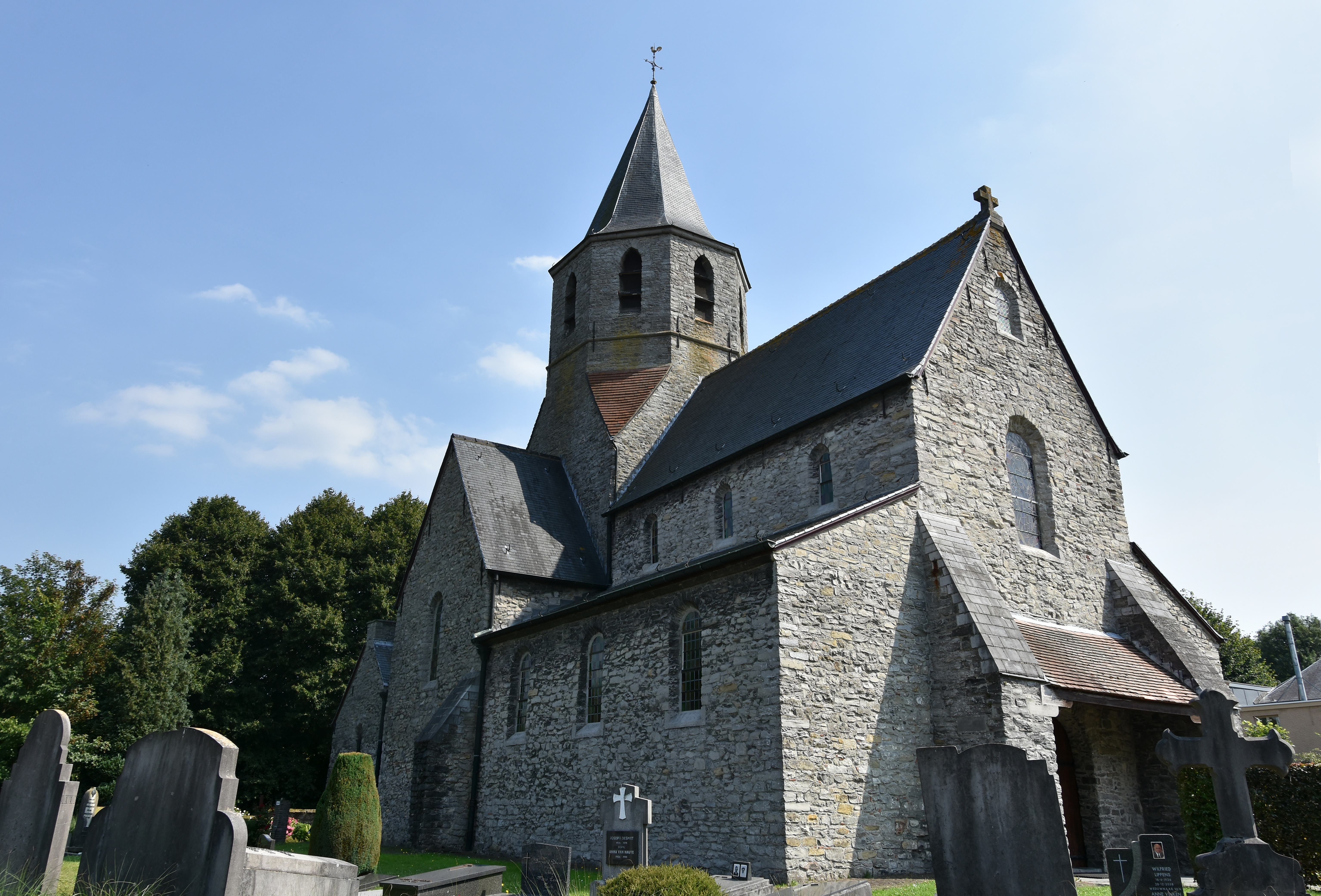
De noordelijke zijde
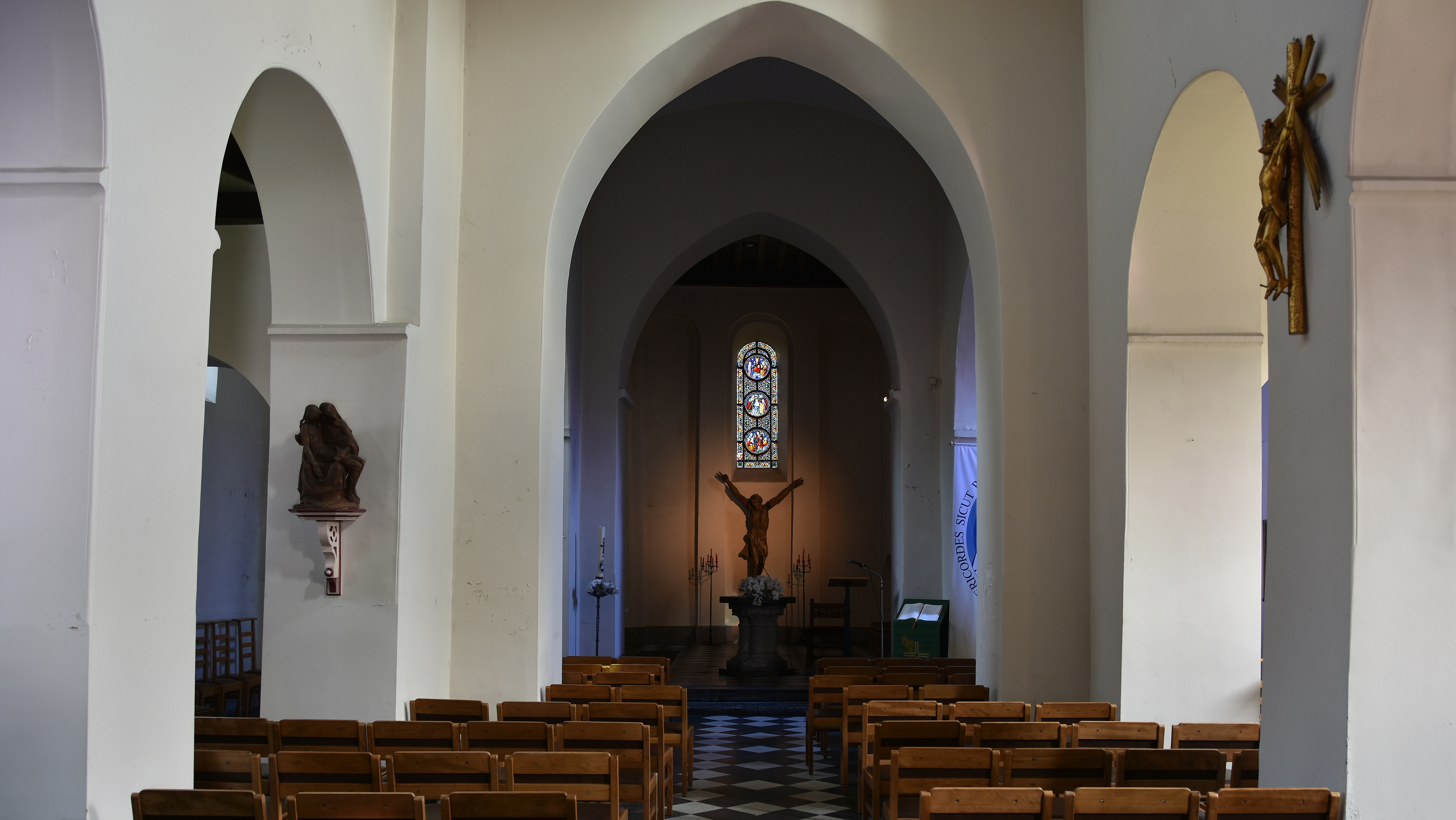
Het kerkschip
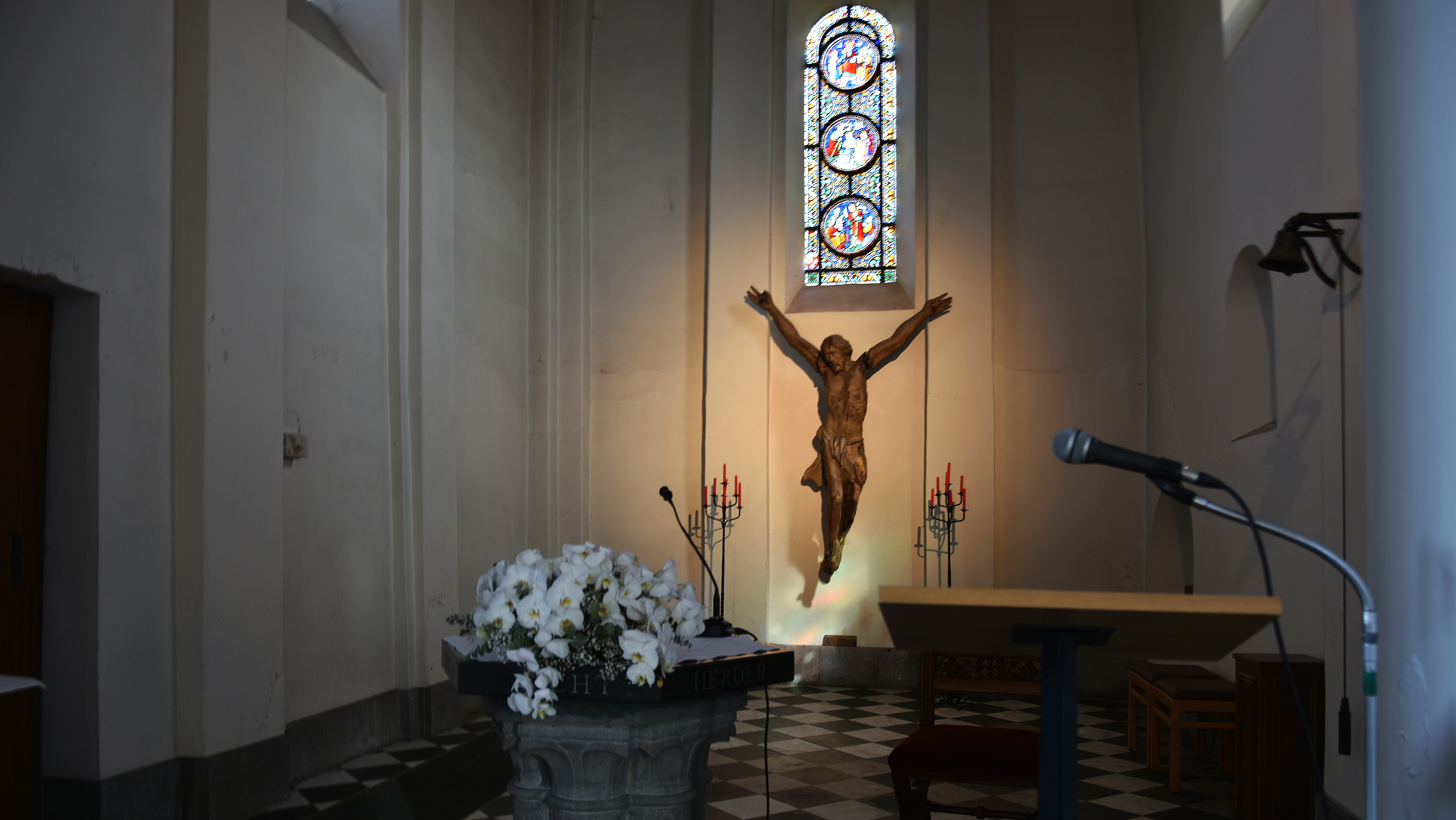
Het priesterkoor
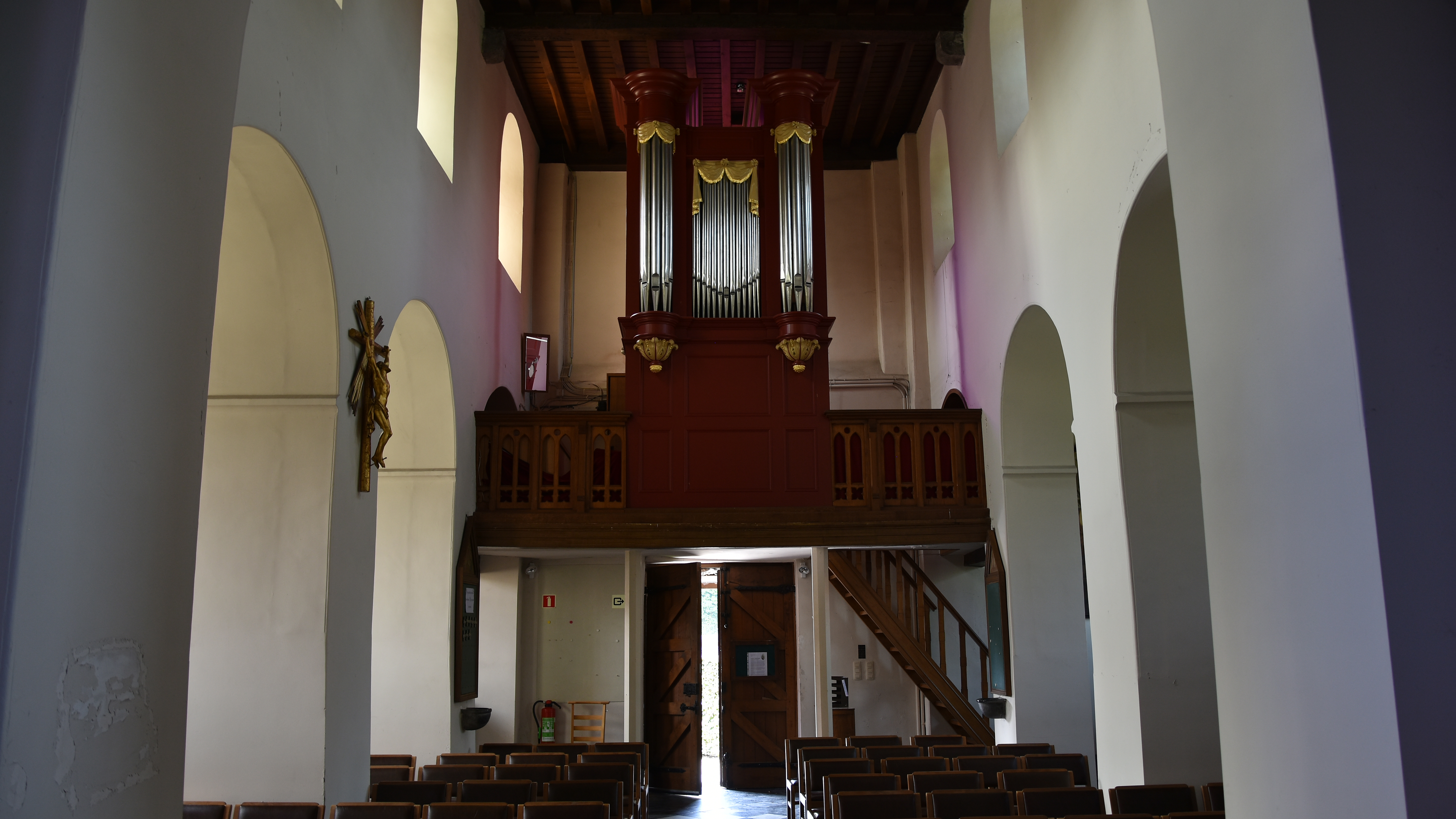
Achterzijde van het kerkschip met kerkorgel